# Willy Scheinhardt

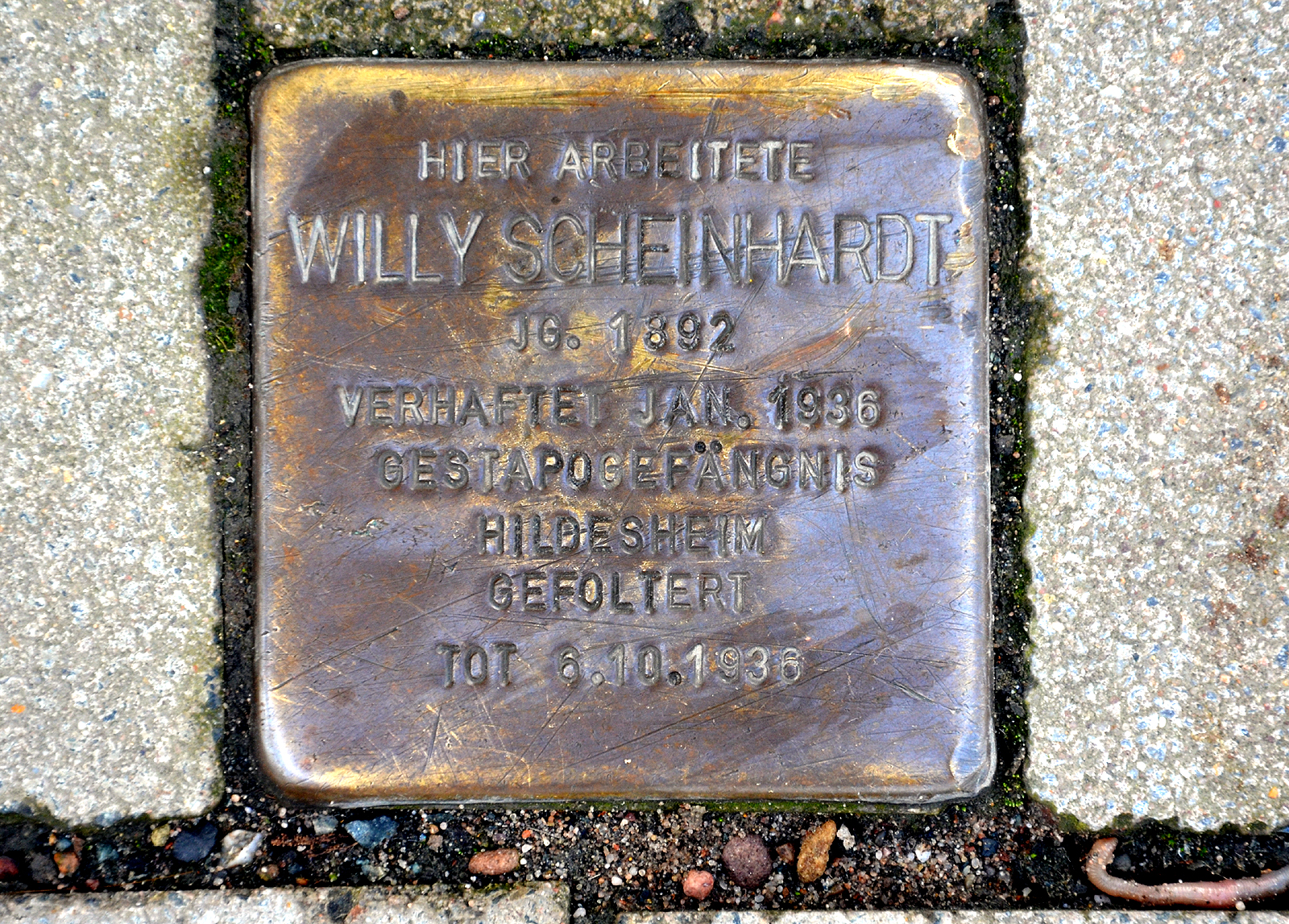
Stolperstein für den 1936 zu Tode gequälten Sozialdemokraten Willy Scheinhart vor dem Gebäude An der Börse 3 in Hannover

Carl Willy Scheinhardt (* 10. Januar 1892 in Etzdorf, Sachsen; † 6. Oktober 1936 in Hildesheim) war ein deutscher Sozialdemokrat, Gewerkschafter und Widerstandskämpfer gegen den Nationalsozialismus.

## Leben
Geboren im Königreich Sachsen zur Gründerzeit des Deutschen Kaiserreichs als Sohn eines Bergarbeiters aus dem Mansfelder Land, besuchte Willy Scheinhardt lediglich die Volksschule und arbeitete anschließend als Jugendlicher als Hilfsarbeiter in verschiedenen chemischen Fabriken. Schon mit 16 Jahren trat er im Jahr 1908 einer Gewerkschaft bei, 1910 dann in Bitterfeld auch der Sozialdemokratischen Partei Deutschlands, in der er sich zunächst in der Arbeiterjugend engagierte und bald auch deren Leitung übernahm.
Nach dem Ersten Weltkrieg und zu Beginn der Weimarer Republik begann Scheinhardts Aufstieg in der Gewerkschaft, als er im April 1919 in Harburg Sekretär des Fabrikarbeiterverbandes (FAV) wurde. Dieser entsandte ihn im Jahr 1922 als Agitations-Leiter nach Hannover. Dort begann Scheinhardt, sich mit den seinerzeit für die Agitation noch neuen Medien Film und Rundfunk zu beschäftigen.
Am 14. Oktober 1924 wurde Scheinhardt und seiner Ehefrau Emma, geborene Gerig, ihre Tochter Gerda geboren.
Im Jahr 1925 wurde „[...] Willy Scheinhardt zum Gauleiter des Fabrikarbeiterverbandes Hannover berufen.“ Als einer der wenigen Gewerkschafter warnte er schon früh vor der Bedrohung der Demokratie durch die Nationalsozialisten und ihre Helfershelfer.

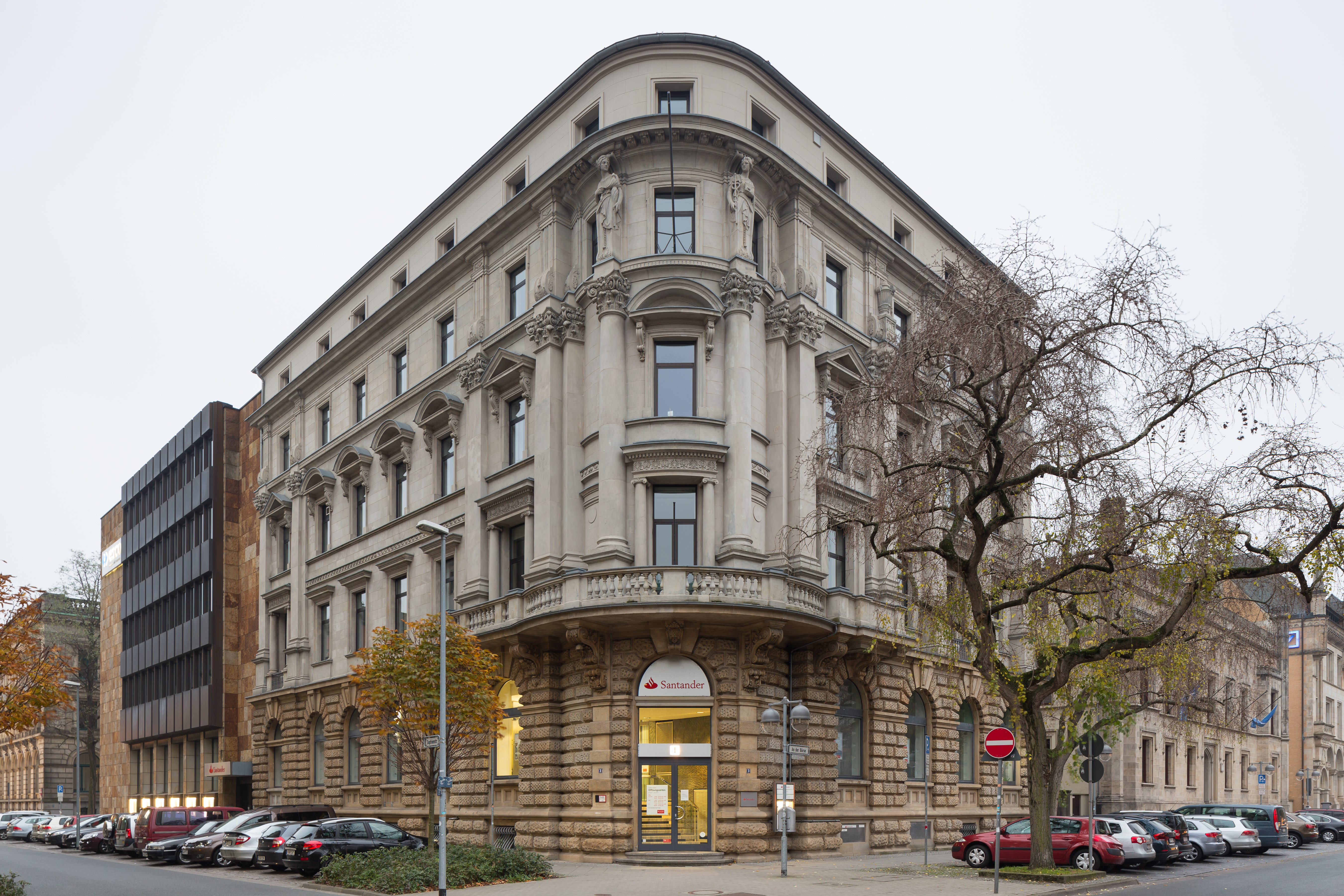
Das ehemalige Bankhaus Bartels unter der – heutigen – Adresse An der Börse 3 wurde im Jahr 1930 erstes eigenes Gebäude des Fabrikarbeiterverbandes sowie Wohnsitz für die Familie Scheinhardt, Richard Partzsch und Willy Krathz

Nachdem der Fabrikarbeiterverband im Februar 1930 das ehemals für das Bankhaus Bartels errichtete und dann von der Berliner Diskonto-Bank genutzte Gebäude an der damaligen Rathenaustraße 3 (heute: An der Börse 3) erworben hatte als erstes eigenes Verbandgebäude überhaupt, feierte der FAV im Juni desselben Jahres sowohl die Einweihung des Gebäudes gleichzeitig mit seinem 40-jährigen Bestehen. Für die Jubiläumsveranstaltung hatte Willy Scheinhardt – gemeinsam mit dem Regisseur Albert Blum – eigens den Film Aufstieg produziert, den die Festgäste begeistert aufnahmen.
Nach rund vier Jahren Erfahrung mit dem Medium Film sagte Scheinhardt einmal:

„Wir sind zu der Überzeugung gekommen, dass der Film eins der wichtigsten Propagandamittel mit ist. Er wirkt überzeugend und lockert den Boden ordentlich auf, der zu bearbeiten ist. [...] Mit Hilfe des Films tragen wir den gewerkschaftlichen Gedanken in die Familien. Wir arbeiten nicht nur auf großen Hauptstraßen und Märkten, wir gehen auch in die Quer- und Nebenstraßen, d.h. in das kleinste Dorf.“

Ebenfalls 1930 zog Willy Scheinhardt mit seiner Familie in eine der Wohnungen in der neuen FAV-Zentrale. Auch der Reichstagsabgeordnete und Sekretär der Tarifabteilung, Richard Partzsch, sowie der Hausmeister Willy Krahtz fanden dort ein neues Domizil.
Als nach der Machtergreifung durch die Nationalsozialisten am 30. Januar 1933 die ersten Repressionen gegen die Gewerkschaften durch die SA und die SS einsetzten, war Willy Scheinhardt vorbereitet: Vorsorglich hatte er wichtige Dokumente der FAV mit dem Motorrad ins Ausland nach Amsterdam gebracht, wo die „Fabrikarbeiter-Internationale“ ihren Sitz hatte, mit deren Sekretär Claas de Jonge er schon Jahre zuvor Kontakt aufgebaut hatte. Für den durch Unterdrückung bereits geschwächten FAV reiste Scheinhardt im März 1933 nach Süddeutschland, um dort – ebenfalls vorsorglich – eine weitere Zentrale des Verbandes aufzubauen. Doch diese Vorsorge sollte sich als zu spät erweisen.
Als die „hannöverschen Gewerkschaftshäuser am 1. April 1933“ als erste in Deutschland von den Nazis besetzt wurden, darunter neben dem Gewerkschaftshaus des Allgemeinen Deutschen Gewerkschaftsbundes (ADGB) auch das des FAV, wurde Willy Scheinhardt gemeinsam mit anderen Gewerkschaftern verhaftet, jedoch länger als die meisten von ihnen in Haft gehalten.
Nachdem auch Willy Scheinhardt wieder freigelassen wurde, engagierte er sich sofort wieder politisch aktiv.
Während er seinen Lebensunterhalt bald in einem gemeinsam mit seiner Frau Emma betriebenen Wäschegeschäft verdiente, engagierte er sich in der mittlerweile im Untergrund tätigen Sozialistischen Front, zugleich die größte Widerstandsorganisation der Sozialdemokraten im sogenannten „Dritten Reich“. Dabei diente das Wäschegeschäft der Scheinhardts als geheime Anlaufstelle für Mitkämpfer.
Bald aber konnten die Nazis einen Spitzel in die Sozialistische Front einschleusen, durch den sie dann schlagartig viele Genossen verhaften und die Widerstandsorganisation zerschlagen konnten. Willy Scheinhardt aber wurde Hochverrat vorgeworfen und von der Gestapo in das berüchtigte Gestapo-Gefängnis in Hildesheim verschleppt. Tagelang wurde er dort gefoltert, bis der 44-Jährige schließlich an den Misshandlungen starb. Er wurde zwischen dem 29. September 1936 und dem 6. Oktober 1936 von der Gestapo zu Tode geprügelt, weil er kein Geständnis ablegen wollte.
Am 14. Oktober 1936, dem Geburtstag seiner Tochter Gerda, wurde die Urne mit der Asche des grausam Getöteten in aller Stille auf dem Stadtfriedhof Ricklingen beigesetzt.
Ein Nachruf auf Willy Scheinhardt erschien am 8. November 1936 in dem im Exil in Prag gedruckten Neuen Vorwärts, in dem unter anderem Scheinhardts selbstlose Arbeit, seine unerschütterte Überzeugung und Treue zu den Idealen der Sozialdemokraten gewürdigt wurde.

## Stolperstein in der Rathenaustraße
Nachdem die Biographie, das Wirken und Schicksal von Willy Steinhardt in den einschlägigen historischen Abhandlungen über die Landeshauptstadt Hannover unberücksichtigt blieb, sein Grab auf dem Ricklinger Stadtfriedhof eingeebnet worden war und der Sozialdemokrat beinahe vergessen worden war, verlegte der Künstler Gunter Demnig am 3. März 2009 vor der ehemaligen Zentrale des FAVs und ehemaligen Wohnsitz der Familie Scheinhardt einen Stolperstein zur Erinnerung an den ermordeten Widerstandskämpfer.